# Le monache di Sant'Arcangelo
Les monges de Sant'Arcangelo (Le monache di Sant'Arcangelo) és una pel·lícula eròtica italo-francès del 1973, dirigida per Domenico Paolella. L'acció passa en el segle xvi al convent de Sant'Arcangelo, prop de Nàpols, llavors sota domini espanyol. Un altre film que Paolella va fer el mateix any, Història d'una monja de clausura, tenia Eleonora Giorgi com a protagonista.
La pel·lícula és basada en cròniques autèntiques del segle xvi i una història de Stendhal, L'Abbesse de Castro (1832).
La història explica les lluites de poder i intrigues sexuals d'un grup de monges al convent de Sant'Arcangelo di Baiano. La mare Giulia (interpretada per Anne Heywood) intenta, per qualsevol mitjà, aconseguir la posició de mare abadessa, valent-se de la influència del nible Don Carlos, de qui es fa amant. Per la seva banda sor Carmela, que també ambiciona el lloc, complota contra ells. Les monges incompleixen el seus vots de celibat, algunes inclinant-se al lesbianisme mentre altres conviden amants mascles secretament a les seves cel·les. La novícia Isabella (Ornella Muti), neboda de Giulia que ha agafat l'hàbit contra la seva voluntat, és corrompuda per Giulia i Don Carlos. Mentrestant, un poder eclesiàstic corrupte maniobra per beneficiar el convent d'una donació aristocràtica i prepara una investigació de la inquisició sobre les activitats de les monges. Per fer-les confessar, les monges sota sospita són despullades i torturades de diverses maneres. Finalment la mare Giulia és trobada màxima culpable i, com que només les abadesses poden ser condemnades a mort, és proclamada abadessai executada obligant-la a prendre's verí. Abans de morir, ella condemna una església corrupta i ambiciosa, i defensa els seus actes com una cerca de l'amor. Per la seva banda, Isabella és castigada a excloure-la del monacat, cosa que realment representa la seva llibertat i la possibiltat d'estar amb el seu enamorat Fabrizio.

## Repartiment
- Anne Heywood: mare Giulia
- Luc Merenda: vicari Carafa
- Ornella Muti: novícia Isabella
- Pier Paolo Capponi: Don Carlos Ribera
- Martine Brochard: mare Chiara
- Claudia Gravi: mare Carmela
- Maria Cumani Quasimodo: mare Lavinia
- Claudio Gora: Cardenal d'Arezzo
- Duilio Del Prete: Pietro